# Ya Hossein Tazarve
Die  Ya Hossein Tazarve (auch Taz-arv (persisch تذرو), deutsch: Fasan) ist ein zweisitziges Schulflugzeug des iranischen Herstellers OWJ vom Beginn der 1990er Jahre. Der Trainer wird im Rahmen des Ya-Hossein-Programms produziert und wird bisher ausschließlich von der iranischen Luftwaffe (Islamic Republic of Iran Air Force, IRIAF) eingesetzt. Bedingt durch das westliche Embargo ist die IRIAF gezwungen, auch für die Trainingskomponente eigene Entwicklungen durchzuführen. Produziert wird die Maschine in dem 1987 gegründeten und von der IRIAF kontrollierten Unternehmen OWJ, das auch als OWJ Industrial Complex bezeichnet wird.

## Geschichte
Die erste öffentliche Vorführung der Tazarve fand vom 30. Oktober bis 3. November 2002 anlässlich der Luftfahrtschau auf der Insel Kish statt. Entwickelt wurde die Tazarve von einem Konstrukteursteam, das in den Ya-Hossein-Werken an der Westseite des Teheraner Flughafens Mehrabad angesiedelt ist. Die ersten Projektarbeiten begannen in den frühen 1990er Jahren und bis 2003 waren drei Proof-of-Concept-Maschinen fertiggestellt. Das erste Exemplar, als „Dorna“ bezeichnet, wurde etwa 1995 fertiggestellt. Probleme mit der Produktion und Wartung führten zu einer wesentlichen Umkonstruktion der zweiten Maschine. Dieses „Tondar“ genannte Exemplar flog zum ersten Mal etwa 1998. Weitere Veränderungen an Rumpf, Tragflächen und Bordsystemen wurden bei der dritten Maschine umgesetzt, die den endgültigen Namen „Tazarve“ erhielt und seit 1998 produziert wird.
Die IRIAF soll fünf Vorserienmaschinen und 25 Serienflugzeuge bestellt haben.

## Konstruktion
Nach den Angaben des Entwicklerteams ist die Tazarve das erste Strahlflugzeug, das vollständig aus Verbundwerkstoffen, vor allem aus glasfaser- und kohlenstofffaserverstärkten Kunststoffen hergestellt ist.
Tragflächen, Rumpf und Hecksektion werden getrennt hergestellt und dann zusammengeschraubt. Tragflächen und Leitwerk bestehen aus kunstharzgebundenem Material. Alle lastaufnehmenden Strukturelemente werden aus Kohlenstofffaserwerkstoffen hergestellt.
Ein Einwellenstrahltriebwerk des Typs J85-17 treibt das Flugzeug an; das gleiche Triebwerk wird im Iran auch in der Cessna T-37 eingesetzt und 20 Stück sollen aus noch vorhandenen Beständen der IRIAF stammen. In der Planung befindet sich der Ersatz dieses technologisch veralteten Triebwerks durch das Honeywell TFE731-2A-Turbofan. Da es nicht möglich ist, dieses in den USA zu beschaffen, ist vorgesehen, China als Lieferanten einzubinden, da das TFE731 auch in dem chinesischen Trainer K-8 eingesetzt wird.
Die Avionik besteht zum Teil aus älteren US-amerikanischen Elementen und einigen Teilen, die im Iran selbst produziert werden, wie etwa UHF/VHF-Funkausrüstungen. Es werden zwei Schleudersitze des Typs Martin-Baker Mk. 15 eingebaut, der eigentlich speziell für die Verwendung in der Pilatus PC-7/PC-9-Familie von Schulflugzeugen konzipiert wurden.

## Technische Daten
| Kenngröße              | Daten                                                                                    |
| ---------------------- | ---------------------------------------------------------------------------------------- |
| Besatzung              | 2                                                                                        |
| Länge                  | 10,70 m                                                                                  |
| Spannweite             | 8,04 m                                                                                   |
| Höhe                   | 3,63 m                                                                                   |
| Leermasse              | 2550 kg                                                                                  |
| Startmasse             | 4000 kg                                                                                  |
| Höchstgeschwindigkeit  | 648 km/h in 5500 m                                                                       |
| Mindestgeschwindigkeit | 158 km/h                                                                                 |
| Lastvielfaches         | +8/−3,8 g                                                                                |
| Dienstgipfelhöhe       | 11.600 m                                                                                 |
| Startstrecke           | 600 m                                                                                    |
| Landestrecke           | 650 m                                                                                    |
| Tankinhalt             | 700 l in den Tragflächen 300 l in Rumpftanks                                             |
| Triebwerke             | ein General Electric J85-17-Strahltriebwerk ohne Nachbrenner mit einem Schub von 12,7 kN |